# Battaglia del passo di Cadibona
La battaglia del passo di Cadibona è stato uno scontro armato, svoltosi il 6 e 7 aprile 1800, tra le forze francesi dell'Armata d'Italia, comandate in tale settore dal generale Nicolas Soult, e le forze dell'esercito imperiale austriaco, comandate dal generale Michael von Melas. Il combattimento, parte di un'operazione molto più ampia, era necessario per penetrare in Liguria e separare le forze di Massena dalla Francia, in modo da poterle circondare ed assediare a Genova. 

## Contesto storico
Nel 1799 la guerra tra le forze antifrancesi e la giovane repubblica era ricominciata: senza il generale Bonaparte e la sua armata, bloccata in Egitto, le potenze della Coalizione riuscirono a respingere con relativa facilità le forze francesi.
L'Italia fu uno dei principali teatri degli scontri tra i due schieramenti, con i francesi spesso ad avere la peggio: il loro avversario, il maresciallo Suvorov, inanellò una lunga serie di vittorie sul territorio italiano, portando il fronte da Verona indietro sino al Piemonte. Anche dopo la sua partenza, il suo successore al comando, il generale von Melas, ottenne dei buoni successi, respingendo l'offensiva francese del generale Championnet e conquistando Cuneo.
L'arrivo dell'inverno bloccò le operazioni su entrambi i fronti: nel giro di meno di un anno, i francesi avevano sostanzialmente perso tutto il Nord Italia.

## Antefatti

### L'arrivo di Massena

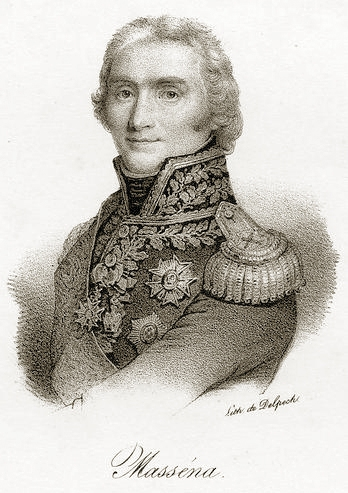
Il generale Andrea Massena

Dopo le dimissioni di Championnet, il neonato organo del consolato aveva l'arduo compito di trovare una nuovo comandante per l'Armata d'Italia. Non era una scelta semplice. Agli occhi di Napoleone, l'unica scelta plausibile e possibile era quella di Massena, vincitore dei russi in Svizzera. Massena giunse a Genova nei primi giorni del febbraio 1800 e si mise subito in moto per ripristinare, almeno in parte, la condizione dei propri uomini. Grazie alle ingenti quantità di denaro inviate da Bonaparte riuscì a rifornire la città di grano e molto presto, grazie a delle misure piuttosto energiche, portò maggiore ordine e disciplina tra i ranghi francesi. In nome di Napoleone, incitava i suoi uomini con discorsi accesi, infondendo in loro una rinnovata speranza di vittoria. Nonostante tutto questo, la situazione rimaneva critica: le condizioni dei soldati erano migliorate ma le truppe pienamente capaci erano relativamente poche. I rifornimenti che giungevano erano ridotti allo stretto necessario per garantire la sopravvivenza e solo le munizioni riuscivano a giungere in abbondanza.
L'esercito francese contava circa 30 000 uomini, che dovevano coprire l'intera lunghezza del fronte, da Sestri Levante sino al colle di Tenda: la geografia del territorio, particolarmente montuoso compensava in parte alla carenza di uomini, ma questo non era sufficiente a sopperire alla carenza di uomini. Le due ali erano comandate rispettivamente da Suchet, veterano della guerra in Italia a sinistra, e da Soult, luogotenente di Massena già in Svizzera, a destra.

### Il piano austriaco

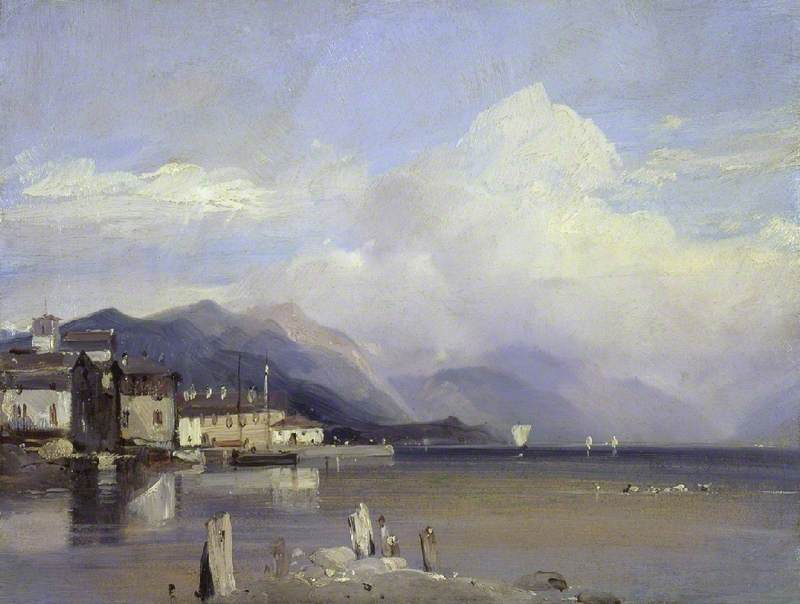
Genova con Monte Fasce sullo sfondo, dipinti nel 1826

Il capo di stato maggiore austriaco, il generale von Zach, propose di impadronirsi di Genova e della Liguria, di conquistare la contea di Nizza, e di fermarsi sulla linea del Var, decisamente più corta di quella dell'Argentera fino a Sestri Levante. L'operazione avrebbe liberato per sempre l'esercito imperiale dal grave inconveniente di affrontare contemporaneamente Genova e la Svizzera. La manovra, in effetti, rappresentava un miglioramento rispetto al precedente tentativo di Klenau e Hohenzollern: concentrando le forze alla Cadibona e mantenendo due divisioni a guardia del passo della Bocchetta e della Riviera di Levante, gli austriaci avrebbero potuto sfruttare a pieno la loro superiorità numerica e schiacciare le forze francesi a Genova. Con la complicità della marina inglese, la città sarebbe stata completamente isolata e, per fame o con un assalto, la città sarebbe stata sicuramente presa dalle forze coalizzate assieme a ciò che restava dell'Armata d'Italia.
Gli austriaci iniziarono a spostare le proprie truppe verso la Liguria verso la fine di marzo e, dopo qualche scaramuccia, diedero il via al loro piano il 6 aprile 1800: il generale Ott avanzò verso Genova da est, catturando sia il monte Fasce sia l'attenzione di Massena, che credeva quello fosse l'attacco principale delle truppe imperiali. Avendo ricevuto solo rapporti frammentari dal resto del fronte, il generale francese rafforzò la propria convinzione e decise di cacciare gli austriaci dalla montagna, ignorando quando stesse in realtà accadendo dall'altra parte della Liguria, qualche decina di chilometri più ad ovest.

## La battaglia

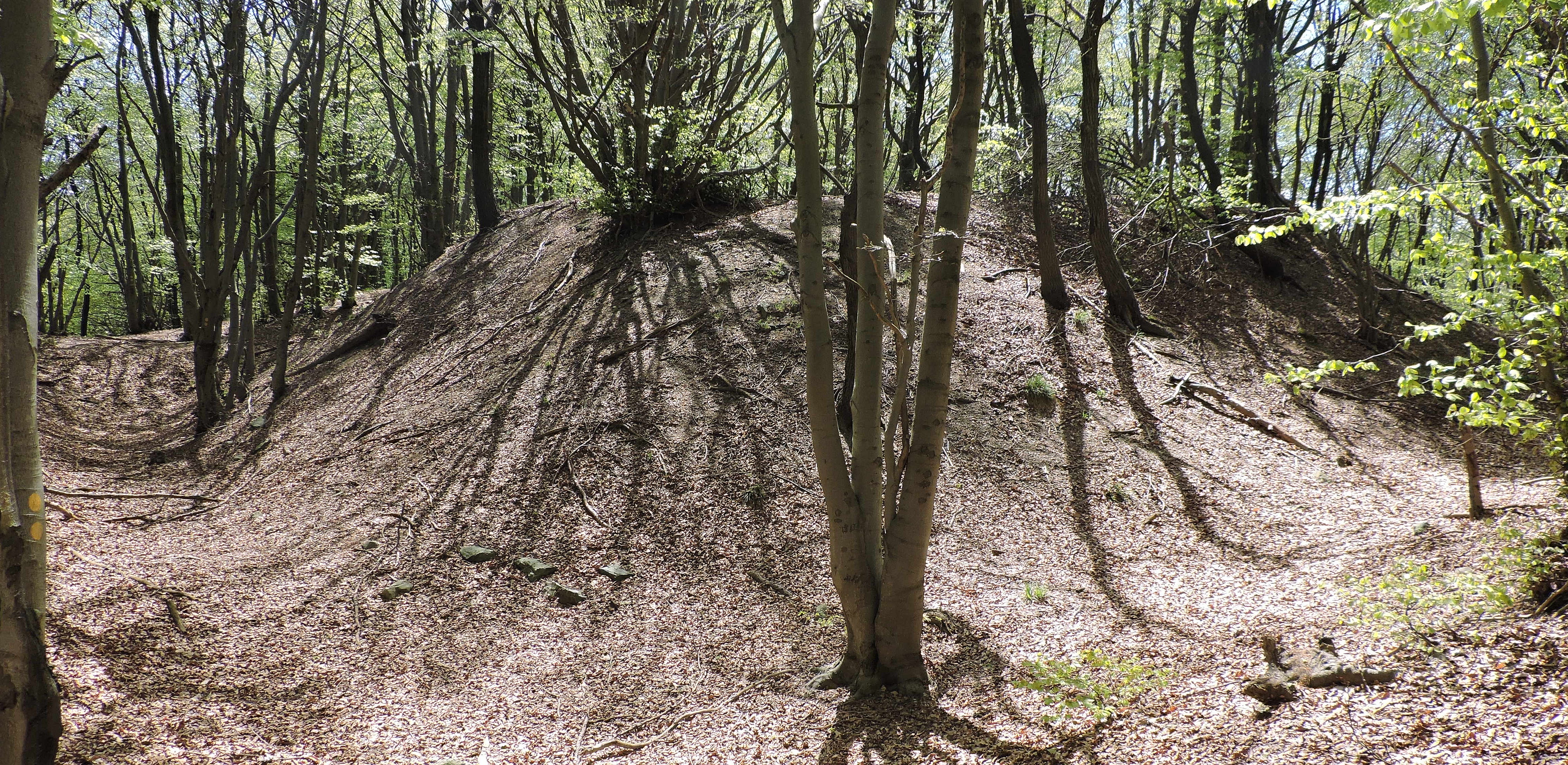
Trinceramenti del Bric del Tesoro, nei pressi di Montenotte

L'attacco principale di von Melas stava accadendo al centro dello schieramento francese: dei 30 000 uomini che il comandante austriaco aveva radunato ad Acqui, 20 000 furono indirizzati verso la Cadibona, difesa da soli 3 000 francesi. Infatti, a partire dalla mattina del 6 aprile, le truppe austriache radunate nella val Bormida si erano mosse verso i punti che dovevano conquistare: la divisione Mittrowsky, comandata dal conte Palffy, avanzava da Altare verso il passo della Cadibona, affiancata alla sua sinistra dalla brigata Saint Julien, che doveva impadronirsi di Montenotte, e sgombrare la valle dell'Orba; mentre il numeroso corpo d'armata di von Elsnitz si avvicinava al monte San Giacomo, distaccò la brigata di Ulm per scacciare i francesi dal monte Settepani, e spinse quella di Sticker su Vado. L'attacco di Palffy fu effettuato con vigore. Le brigate di Bussy e Lattermann, fortemente aiutate dalla marcia di Sticker su Vado, non ebbero difficoltà a scacciare tre battaglioni repubblicani dalle fortificazioni costruite sulla cresta delle montagne. Per tre ore i repubblicani mantennero le posizioni delle ridotte di Torre ed Altare, ma poi dovettero retrocedere di fronte alla ferocia dell'attacco austriaco.. Il generale Gardanne tentò di stabilirsi sulla Cadibona ma, inseguito e minacciato dai granatieri di Reisky, non ebbe il tempo per organizzarsi e fu costretto ad abbandonare il passo e lasciarlo agli austriaci. Nel frattempo la brigata Saint Julien aveva preso Montenotte e occupato con la forza i trinceramenti difesi dal 62º reggimento. Von Melas ordinò quindi un attacco simultaneo al monte Acuto e al monte Negino, dove si erano radunate le deboli truppe di Gardanne. I francesi, aiutati dalla geografia del luogo e da artiglierie superiori, si difesero a lungo con coraggio, resistendo agli attacchi degli austriaci fino al giorno successivo.

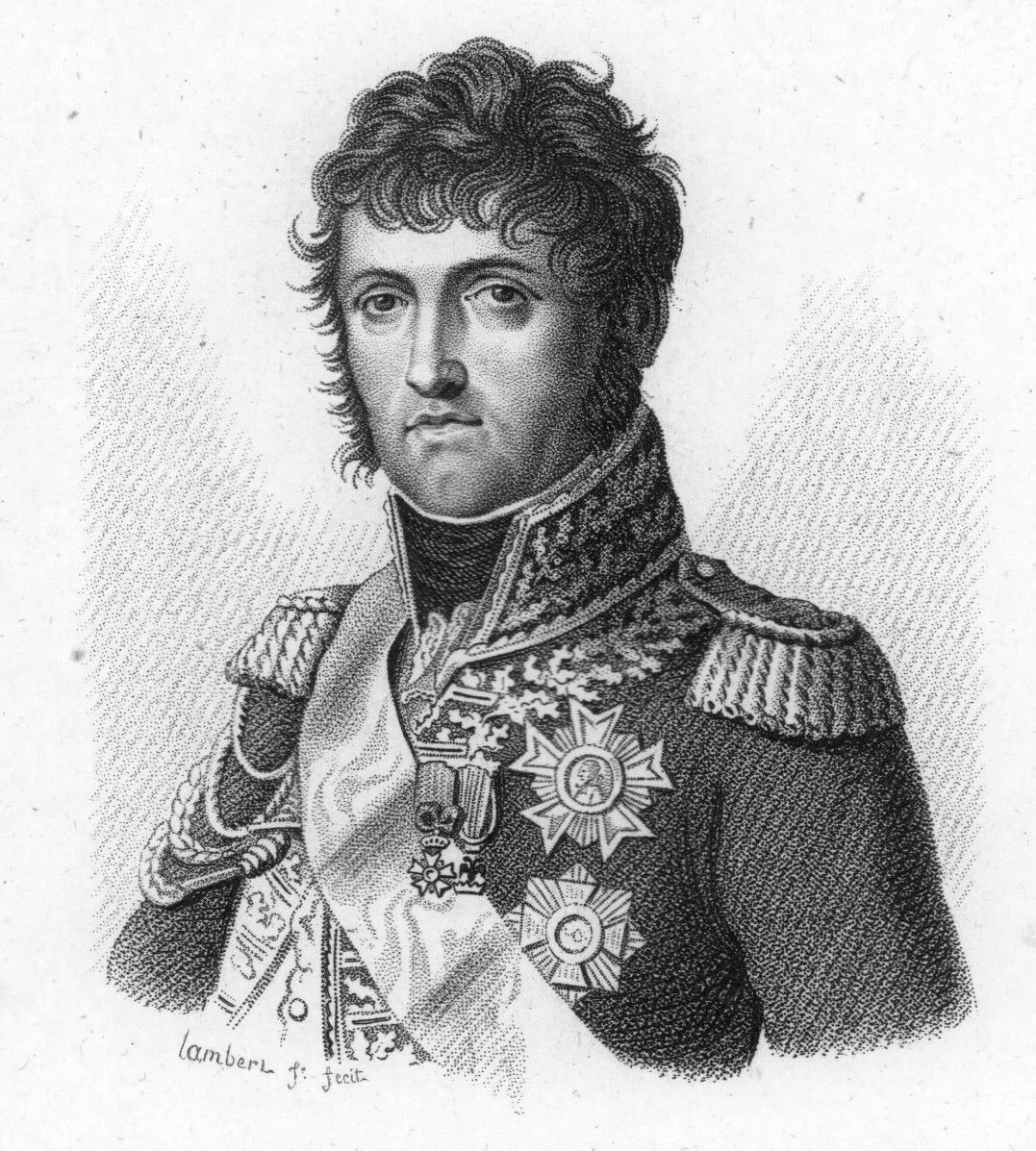
Il generale Nicolas Soult

Alla Cadibona, le linee francesi erano in palese difficoltà. Il generale Soult, arrivato da Cornigliano per unirsi a questa divisione, comprese la criticità della situazione e cercò di porvi rimedio, almeno momentaneamente. Raggiunse la bandiera di uno dei reggimenti e radunò a sé un numero sufficiente di uomini. Alzatosi il loro morale dopo l'arrivo di Soult, questi riuscirono a porre una discreta resistenza, rallentando il fuoco nemico per svariate ore. Notato che una colonna austriaca stava scendendo verso Vado ed un'altra verso Stella, Soult comprese che non avrebbe più avuto vie di fuga verso Genova se si fosse trattenuto a lungo in quel luogo. Quindi, per evitare l'accerchiamento, si spostò su Savona.

## Conseguenze
La stessa notte evacuò la città, lasciando 600 uomini di guarnigione nel forte, al comando del generale Buget. Dopo la ritirata delle forze di Soult e Marbot, gli austriaci avanzarono dentro Savona, mettendo sotto assedio la guarnigione lasciata nella città da Soult e creando una spaccatura nello schieramento francese: l'ala sinistra di Suchet si trovava separata dal resto dell'armata, rimasta intrappolata in una stretta striscia di terra tra Savona e Genova, circondata su tre lati dagli austriaci e bloccati sul mare dalla flotta inglese.
Nel complesso, il piano di von Melas aveva avuto successo: Massena, non avendo chiari rapporti su quanto stesse accadendo al suo centro e alla sua sinistra, non aveva compreso la portata dell'attacco degli austriaci e credeva erroneamente che si trattasse di un'operazione limitata al monte Fasce. Compresa la reale intenzione dell'esercito imperiale, Massena tentò di imbastire un'operazione per riunirsi con le forze di Suchet, attaccando le forze austriache sulla costa (cercando di riprendere Savona) e nell'entroterra (cercando di incontrare le forze di Suchet nei pressi di Sassello).
Durante gli scontri sulla Cadibona, che videro i francesi ritirarsi prima verso Cogoleto e poi Voltri, venne ferito il generale Marbot. Nonostante le cure del figlio, l'ufficiale risentì profondamente della crisi dovuta alle misure di assedio poste dagli alleati. Già indebolito dalla convalescenza ed ulteriormente affaticato dalla fame che imperversava in città, Marbot si ammalò di tifo, come molti altri soldati repubblicani in quel periodo. La malattia ebbe la meglio su di lui.